# Менорка
Менорка (на испански: Menorca) е остров на Испания в Средиземно море, част от Балеарските острови. Площ 695 km², население 94 875 (2011 г.). Името на острова произлиза от латински Minor, тъй като се намира в близост до по-големия остров Майорка. Релефът на острова представлява варовиково плато с максимална височина до 258 m, което със стръмни откоси се спуска към морето. Силно развити карстови форми. Климатът е средиземноморски, а годишната сума на валежите е 500 – 600 mm. Естествената растителност се е запазила отчасти и е представена от маквиси, гарига и малки горички от дъб и бор. Основен поминък на населението е овцевъдство, риболов и туризъм. Главен град и пристанище (на югоизточния бряг) Маон.